# Скороденко Володимир Андрійович
Володимир Андрійович Скороденко (нар. 17 грудня 1937 в м. Куйбишев, Новосибірської області; пом. 9 січня 2021) — російський критик, літературознавець, перекладач з англійської. Кандидат філологічних наук (1965), Член Спілки радянських письменників (з 1975 до саморозпуску в 1991), Заслужений працівник культури РРФСР (1982).

## Життєпис
Народився в місті Куйбишев, Новосибірської області 17 грудня 1937 в родині лікарів.
Закінчив філологічний факультет Московського державного університету імені М. В. Ломоносова в 1960.
Місця роботи:
- Видавництво «Просвещение» (1965—1968);
- Всесоюзна державна бібліотека іноземної літератури (1968—1988);
- Видавництво «Художня література» (1988—1993);
- Всеросійська державна бібліотека іноземної літератури (з 1993). Вчений секретар цієї бібліотеки.

## Творчість
Автор численних статей до видань російською мовою творів британських, ірландських, американських, австралійських письменників. Укладач ряду антологій англійської поезії і англійської новели.
Автор статті «Мої «Бітлз», або від укладача» // Леннон Дж., Маккартни П., Харрисон Дж., Старр Р. Стихи и песни (Песни «Битлз»). Сборник / Сост. В. А. Скороденко. — на англиском языке с приложением на русском языке. — Москва : Радуга, 1992, 365 с. ISBN 5-05-00226600-1.
Перекладав твори: А. K. Дойла, Р. Шеклі, Дж. Кольєра, Г. Каттнера, М. Спарк, А. Брукнер, У. С. Моема, М. Р. Джеймса, Е. С. Ґарднера, П. Гайсміт, Р. Стаута та інших.